# Pacific Islanders
Pacific Islanders (w tłumaczeniu z angielskiego: Pacyficzni Wyspiarze) – drużyna rugby reprezentująca wspólnie narody Oceanii. Kadra zespołu składa się przede wszystkim z zawodników reprezentacji skupionych w tzw. Pacific Tri-Nations: Fidżi, Samoa i Tonga. Dodatkowo zespół mogli wspomagać zawodnicy z Niue i Wysp Cooka (dotychczas zdarzyło się to tylko raz). Tych pięć krajów tworzy Pacific Islands Rugby Alliance (PIRA). Reprezentacja Wysp Pacyfiku nie uczestniczyła w eliminacjach do Pucharu Świata, bowiem zgodnie z przepisami IRB każdy z tych krajów bierze w nich udział oddzielnie. Pacific Islanders nie rozgrywali swoich spotkań regularnie, natomiast co dwa lata kadra wyjeżdżała w kilkutygodniową trasę, podczas której rozgrywała mecze z innymi reprezentacjami narodowymi.

## Historia
PIRA został powołany do życia w 2003 roku. Sojusz utworzył swoją reprezentację, zespół Pacific Islanders. Kadrę tworzyli zawodnicy z Fidżi, Samoa i Tonga. Powstały w ten sposób zespół skupiał najlepszych zawodników wszystkich tych reprezentacji, co tworzyło drużynę silniejszą od któregokolwiek z wymienionych zespołów. Pomimo porażki we wszystkich trzech meczach, 14-29 z Australią, 26-41 z Nową Zelandią, i 24-38 RPA, Wyspiarze pozostawili po sobie dobre wrażenie po meczach z najsilniejszymi zespołami na świecie. W tym samym roku Islanders pokonali jeszcze dwa australijskie kluby.
Kolejna okazja do rozegrania wspólnych spotkań nadarzyła się dopiero w 2006 roku, jednak zaplanowane mecze przeciw Nowej Zelandii i Włochom nie doszły do skutku. W związku z tym, w listopadzie, Wyspiarze wybrali się w trasę po krajach celtyckich. Rozegrali tam trzy spotkania. Wszystkie trzy zakończyły się jednak zwycięstwem gospodarzy – Pacific Islanders przegrali z Walią (20-38), Szkocją (22-34) i Irlandią (61-17).
Trzecie tournée Pacyficzni Wyspiarze zorganizowali w listopadzie 2008 roku. W pierwszym meczu spotkali się z reprezentacją Anglii. Mecz rozegrany przy obecności ponad 55 000 widzów zgromadzonych na Twickenham Stadium w Londynie zakończył się wyraźnym zwycięstwem gospodarzy 39-13. Kolejne spotkanie, przeciwko reprezentacji Francji, również nie zakończyło się po myśli gości z Oceanii – ostateczny wynik to 42-17 dla Francuzów. Dopiero trzecie spotkanie przeciw Włochom dało Islanders pierwsze zwycięstwo nad reprezentacją narodową. Podopieczni Tongijczyka Quddusa Fielea zwyciężyli reprezentantów Italii 17-25.

## Przyszłość

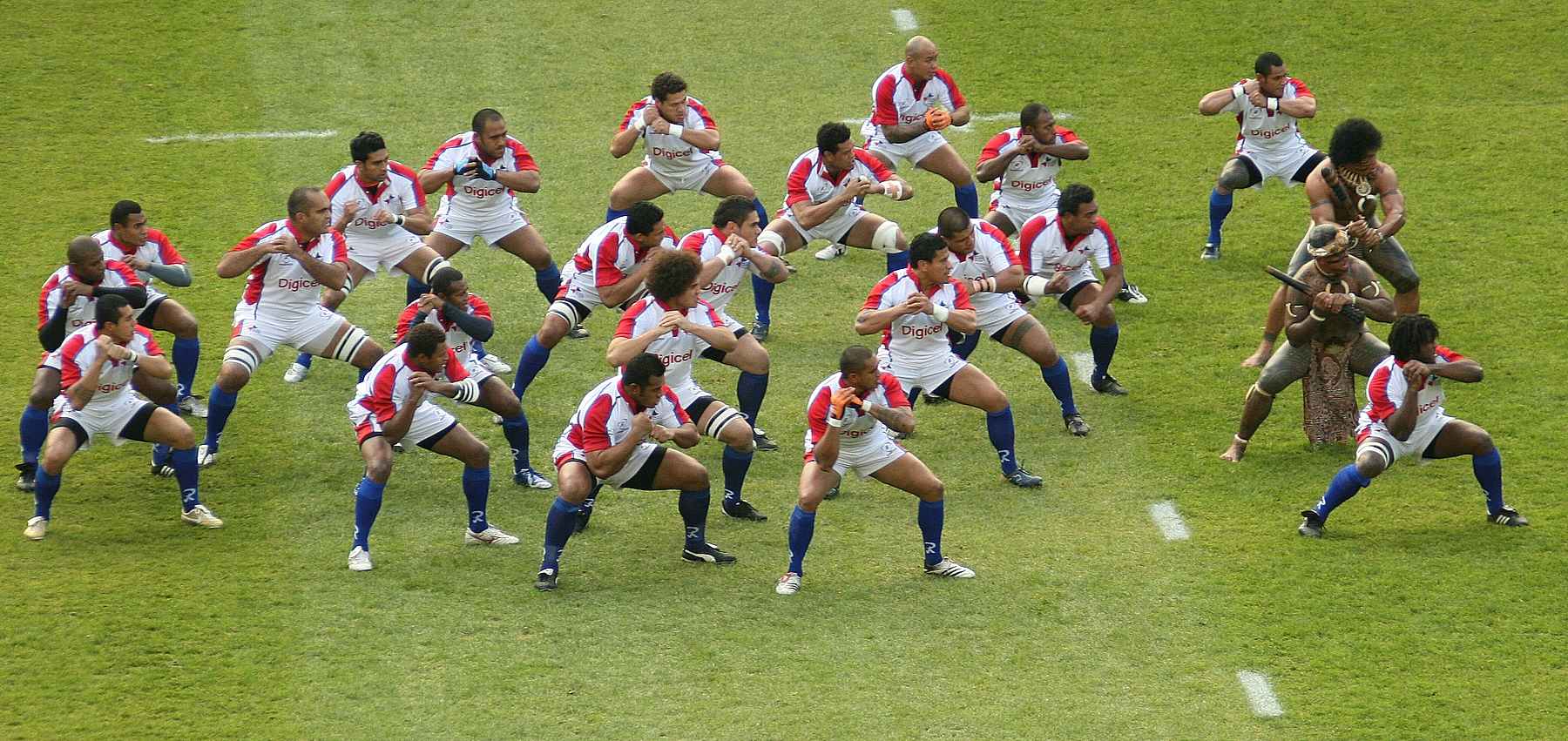
Pacyficzni Wyspiarze wykonujący Sipi tau przed meczem ze Szkocją; Edynburg, 18.11.2006

Powstanie wspólnej reprezentacji wysp Pacyfiku rozpoczęło dyskusję nad rolą takich łączonych zespołów. Wielu liczyło, że Wyspiarzom pozwoli się dołączyć do ligi Super 12, lub, być może, do Pucharu Trzech Narodów, w którym udział biorą reprezentacje Australii, Nowej Zelandii i Południowej Afryki. Te nadzieje zostały rozwiane w momencie organizacji nowej edycji obu tych rozgrywek. W 2006 roku stało się jasne, że Islanders przypadnie rola taka jak Brytyjskim i Irlandzkim Lwom, która to drużyna rozgrywa swoje mecze cyklicznie co cztery lata.
Gdyby zespół został dopuszczony do udziału w takich imprezach jak poszerzony Puchar Trzech Narodów czy Puchar Świata, w miejsce reprezentacji poszczególnych krajów, bezsprzecznie pomogłoby to w promocji i rozwoju szeroko pojmowanej kadry tego regionu. Na razie sytuacja taka pozostaje w sferze planów lub życzeń, lecz brak jest poważnych przesłanek wskazujących na to, by IRB miało zmienić swoje stanowisko. Należy wskazać, iż w światowym rugby występują zespoły międzynarodowe dopuszczone do oficjalnych rozgrywek, jak na przykład Irlandii skupiająca graczy z całej wyspy. Do końca 2010 r. istniała też Zatoki Perskiej, w której grali zawodnicy z Arabii Saudyjskiej, Bahrajnu, Kuwejtu, Omanu i ZEA.
Nawet w ramach państw skupionych w FIRA podnoszą się głosy podające w wątpliwość sens istnienia wspólnej reprezentacji. Tournée Wyspiarzy pozbawia wchodzące w ich skład reprezentacje meczów z najlepszymi drużynami świata, co przekłada się również na straty finansowe dla poszczególnych związków.

## Stroje
| 2004 | 2006 | 2006 | 2008 |

## Lista spotkań
| Mecze Pacific Islanders | Mecze Pacific Islanders                            | Mecze Pacific Islanders | Mecze Pacific Islanders                                                                   | Mecze Pacific Islanders                        | Mecze Pacific Islanders |
| Data                    | Gospodarz                                          | Wynik                   | Gość                                                                                      | Stadion                                        | Składy                  |
| ----------------------- | -------------------------------------------------- | ----------------------- | ----------------------------------------------------------------------------------------- | ---------------------------------------------- | ----------------------- |
| 20 czerwca 2004         | Reds Junior Pelesasa (10)                          | 29 – 48                 | Pacific Islanders Sitiveni Sivivatu (15)                                                  | Ballymore Stadium, · Brisbane, Australia       |                         |
| 25 czerwca 2004         | Waratahs Matthew Burke (6)                         | 21 – 68                 | Pacific Islanders Seremaia Bai (23)                                                       | Sydney Football Stadium, · Sydney, Australia   |                         |
| 3 lipca 2004            | Australia Stirling Mortlock (10), Matt Giteau (10) | 29 – 14                 | Pacific Islanders Sione Lauaki (5), Sireli Bobo (5)                                       | Adelaide Oval, · Adelaide, Australia           |                         |
| 10 lipca 2004           | Nowa Zelandia Daniel Carter (11)                   | 41 – 26                 | Pacific Islanders Sitiveni Sivivatu (10)                                                  | North Harbour Stadium, · Albany, Nowa Zelandia |                         |
| 17 lipca 2004           | Południowa Afryka Percy Montgomery (18)            | 38 – 24                 | Pacific Islanders Sitiveni Sivivatu (10)                                                  | Express Advocate Stadium, · Gosford, Australia |                         |
| 11 listopada 2006       | Walia Ceri Sweeney (18)                            | 38 – 20                 | Pacific Islanders Seilala Mapasua (5), Tusi Pisi (5), Kameli Ratuvou (5), Justin Va'a (5) | Millennium Stadium, · Cardiff, Walia           |                         |
| 18 listopada 2006       | Szkocja Chris Paterson (11)                        | 34 – 22                 | Pacific Islanders Kameli Ratuvou (10)                                                     | Murrayfield Stadium, · Edynburg, Szkocja       |                         |
| 26 listopada 2006       | Irlandia Paddy Wallace (26)                        | 61 – 17                 | Pacific Islanders Tusi Pisi (7)                                                           | Bóthar Lansdún, · Dublin, Irlandia             |                         |
| 8 listopada 2008        | Anglia Danny Cipriani (19)                         | 39 – 13                 | Pacific Islanders Pierre Hola (5), Seru Rabeni (5)                                        | Twickenham Stadium, · Londyn, Anglia           |                         |
| 15 listopada 2008       | Francja David Skrela (17)                          | 42 – 17                 | Pacific Islanders Seremaia Bai (12)                                                       | Stade Auguste-Bonal, · Montbéliard, Francja    |                         |
| 22 listopada 2008       | Włochy Andrea Marcato (7)                          | 17 – 25                 | Pacific Islanders Seremaia Bai (10), Vilimoni Delasau (10)                                | Stadio Giglio, · Reggio nell’Emilia, Włochy    |                         |